# Martin Uldal
Martin Uldal (23 maggio 2001) è un biatleta norvegese.

## Biografia
Martin Uldal, attivo dalla stagione 2019-2020, ai Mondiali juniores di Soldier Hollow 2022 ha vinto la medaglia di bronzo nella sprint, nell'inseguimento, nell'individuale e nella staffetta; in Coppa del Mondo ha esordito il 18 marzo dello stesso anno a Oslo Holmenkollen in sprint (20º) e ha conquistato la prima vittoria, nonché primo podio, il 19 dicembre 2024 ad Annecy/Le Grand-Bornand nella medesima specialità. Ai Mondiali di Lenzerheide 2025, sua prima presenza iridata, si è classificato 6º nella sprint, 12º nell'inseguimento, 43º nell'individuale e 21º nella partenza in linea. Non ha preso parte a rassegne olimpiche.

## Palmarès

### Mondiali juniores
- 4 medaglie:
  - 4 bronzi (sprint, inseguimento, individuale, staffetta a Soldier Hollow 2022)

### Coppa del Mondo
- Miglior piazzamento in classifica generale: 11ª nel 2025
- 2 podi (1 individuale, 1 a squadre):
  - 1 vittoria (individuale)
  - 1 secondo posto (a squadre)

#### Coppa del Mondo - vittorie
| Data             | Località                | Paese   | Specialità |
| ---------------- | ----------------------- | ------- | ---------- |
| 19 dicembre 2024 | Annecy/Le Grand-Bornand | Francia | SP         |

Legenda:

SP = sprint